# Die Freuden des Fleisches
Die Freuden des Fleisches (japanischer Originaltitel 悦楽, Etsuraku, dt. „Vergnügen“) ist ein japanischer Film von Nagisa Ōshima aus dem Jahr 1965. Ōshimas Drehbuch beruht auf einem Roman von Yamada Fūtarō.

## Handlung
Nachdem der Büroangestellte Atsushi Wakizaka den Vergewaltiger seiner früheren Schülerin und heimlichen Liebe Shoko ermordet hat, bekommt er Besuch von dem Beamten Hayami, der 30 Millionen Yen veruntreut hat und das Geld solange bei Wakizaka lagern will, bis er seine ein paar Monate dauernde Gefängnisstrafe abgesessen hat. Da er den Mord beobachtet hat und somit weiß, was Wakizaka getan hat, kann er ihn mit diesem Wissen erpressen, seinem Verlangen nachzukommen.
Als Shoko jedoch einige Zeit darauf heiratet, ist Wakizaka alles egal und er beginnt damit, das Geld mit vollen Händen auszugeben. Sobald Hayami freigekommen ist, will er sich das Leben nehmen.

## Produktion, Veröffentlichung
Produziert wurde der Film von der Sozosha Filmproduktionsgesellschaft. Im Soundtrack läuft der Etsuraku no Blues von Kazuhiko Shima mit dem Text von Osamu Yoshioka. Nach einer Reihe von wenig erfolgreichen Filmen, markierte Die Freuden des Fleisches so etwas wie Ōshimas Comeback im Bereich Spielfilm.
In Japan war der Film am 29. August 1965 erstmals zu sehen. Im Dezember 1965 wurde er in den USA unter dem Titel The Pleasures of the Flesh veröffentlicht. Frankreich zeigte ihn unter dem Titel Les plaisirs de la chair im Juni 1986 und in einer Wiederaufführung ab dem 8. August 2007. Veröffentlicht wurde er zudem in Italien unter dem Titel Il godimento, in Polen unter dem Titel Rozkosz und in Portugal unter dem Titel Os Prazeres da Carne. Die Sowjetunion zeigte ihn unter dem russischen Titel Удовольствия плоти.

## Kritik
Das Portal film.at schreibt: „Ōshimas vielleicht zugänglichstes, sicherlich eingängig-vergnüglichstes Werk, dessen überraschender Erfolg an den Kassen seine Karriere auf längere Zeit sicherte“ und fährt fort, es sei „eine Satire über das Wirtschaftswunder-Japan, knallig plakativ, laut und populär, giftig und gallig, sardonisch, vorwitzig, hinterfotzig und beizeiten einfach bloß kirre – ein bisschen vielleicht wie die frühen Meisterwerke Masumuras, nur schleichender, bösartiger und entschieden erbarmungsloser“.
Molodezhnaja bezeichnete den Film als „ein durch und durch ansprechend solides Werk“, dessen „wichtigster Anziehungspunkt die Inszenierung“ sei, „die geprägt ist von einer oft surreal anmutenden Atmosphäre“. Weiter hieß es: „Manche Kritiker zogen den etwas zu grosszügigen Vergleich zu ‚Vertigo‘, doch es steckt tatsächlich ein wenig Hitchcock in dem Film drin. Stets in Kombination mit einer für Oshima typischen Umsetzung.“